# Carl Wildt
Carl Wildt, auch Karl, um 1830 bis 1870 in Berlin wirkend, war ein deutscher Zeichner, Kupferstecher und Lithograf.

## Leben
Nach seinem Studium an der Akademie der Künste in Berlin besuchte er im Jahr 1832 die Akademische Kupferstecherschule des Prof. Ludwig Buchhorn, um Kupferstecher zu werden. Schon 1832 hatte er auf der Ausstellung der Kunstakademie einen Kupferstich nach einer Zeichnung von Christian Haldenwang und zwei Kreidezeichnungen als erste Proben seines Könnens gezeigt. Auch an den Akademie-Ausstellungen der Jahre 1846 und 1860 beteiligte er sich.
Wildt verfeinerte im Laufe der Jahre sein Können, weshalb man gerade seine Kreidezeichnungen zu den schönsten ihrer Art zählt. Zuletzt widmete er sich allerdings fast ausschließlich der Lithografie, wobei er selbst zunächst die Zeichnungen nach den Gemälden berühmter Meister anfertigte.